# 氏名の振り仮名
氏名の振り仮名（しめいのふりがな）とは、日本人の氏（うじ）と名（な）のそれぞれの読み方を仮名で書き表した戸籍上の事項であり、氏名の読み方に対する公的な証明の基盤となっている。かかる仮名表記を読み仮名（ヨミガナ）ともいうが、正式な呼び名は「振り仮名」である。氏名のフリガナとも表記する。
2025年（令和7年）5月26日に全日本国民の戸籍への氏名の振り仮名の登録を義務化する改正戸籍法が施行された。これをうけ、氏名の振り仮名は、戸籍に記載された仮名を基礎に、住民票やマイナンバーカードなど様々な身分証明書に転記される予定である。ただし、氏名の振り仮名はあくまでも補助的な情報であり、氏名そのものに取って代わるものではない。
なお、氏名の振り仮名は「氏名として用いられる文字の読み方として一般に認められているものでなければならない」と規定されている（改正戸籍法第13条）。例えば「一郎」の振り仮名を「じろう」にすることができない（後述）。

## 氏名の振り仮名制度の背景
日本人の氏（姓・名字）と名は、漢字、平仮名・片仮名（仮名文字）と幾つかの記号（長音符号の「ー」など）で書かれているが、ほぼ全ての氏と大半の名は漢字を含んでいる。漢字が単純な表音文字ではないため、補助的情報なしでは氏名の読み方が不確かである。日本国民の氏名公証の根本は戸籍であるが、元来、戸籍には氏名の読み方を示す欄がなかった。一方で、市区町村が住民基本台帳に氏名の読み方を登録することがあったが、事務処理上の利便を図るためにすぎなかった。
この制度の導入の動機は、読み方の不確定性による様々な支障や行政・社会のデジタル化への妨げである。例えば電信振り込みの際に送られてくる送金依頼人の名義データに漢字が使用できないことから、氏名の仮名表記のみを手元の名簿と比べて本人確認を行う場面がある（コンピューターによる自動的な照合作業を含む）。そのような実務上の要請から、各機関が氏名の仮名表記を独自で登録してきたが、本人の申告や読み方の習慣に基づいた推定による公式でない読み方の控えにすぎない。しかも、同一個人にもかかわらず複数の仮名表記が併存するケースもある。氏名の振り仮名制度によって、氏名の読み方は公式な根拠を得、戸籍上の一意的な読み方が住民票等を経由して各所に共有されやすくなる。また、次期のマイナンバーカード（個人番号カード）に氏名の振り仮名を記載する計画がある。
氏名の読み方が公証され、様々なサービスにおいて本人確認事項として利用することが可能になることから、社会のデジタル化の促進に寄与する社会的基盤と言える。

## 法的根拠
行政手続における特定の個人を識別するための番号の利用等に関する法律等の一部を改正する法律（令和5年法律第48号、2023年6月9日公布）第7条により戸籍法が改正され、戸籍の記載事項への「氏名の振り仮名」の追加が法制化された（2025年5月26日施行）。

## 仕様
日本人の氏名の振り仮名は次のように戸籍の新設欄に記載される。
- 戸籍の様式上部にある本籍と戸籍筆頭者氏名の下の欄【氏の振り仮名】
- 戸籍に記録されている者の名の下の欄【名の振り仮名】

氏名の振り仮名で使用できる仮名・記号は以下のとおりである。
ア イ ウ エ オ　カ キ ク ケ コ　サ シ ス セ ソ　タ チ ツ テ ト　ナ ニ ヌ ネ ノ　ハ ヒ フ ヘ ホ　マ ミ ム メ モ　ヤ ユ ヨ　ラ リ ル レ ロ　ワ ヲ ン　ガ ギ グ ゲ ゴ　ザ ジ ズ ゼ ゾ　ダ ヂ ヅ デ ド　バ ビ ブ ベ ボ　パ ピ プ ペ ポ　ヴ　ァ ィ ゥ ェ ォ　ャ ュ ョ　ヮ ッ　ー
「オ ⇔ ヲ」「ジ ⇔ ヂ」「ズ ⇔ ヅ」の三つの文字対は、同一の発音に対し2文字が使える。これらの音について、固有名詞以外の語の場合は仮名遣いの規則に従って一定の使い分けがなされているが、固有名詞である氏名の場合は、「オ ⇔ ヲ」「ジ ⇔ ヂ」「ズ ⇔ ヅ」の使い分けに係る規則が設けられておらず、自由に申告できる。しかし、一度届けられた仮名は、裁判所の許可を得ない限り修正できないので、選定に注意が必要であると言える。
片仮名の「ヰ」「ヱ」は、相当する平仮名の「ゐ」「ゑ」とともに名そのものには使えるが、現代仮名遣いにおいて用いられる仮名ではないため、氏名の振り仮名としては使用が不可能である。例えば、「ちゑ美」の振り仮名は「チエミ」になる（「チヱミ」は不可）。一方、「ヴ」や「ヮ」は、まれに外来語の片仮名表記（片仮名を用いた音写）に使用されることがあることから、外国から日本への帰化や国際結婚を背景にもつ一部の日本国民の氏名の振り仮名として使用されうる。
なお、戸籍には片仮名が記載されているが、全ての片仮名に一対一対応する平仮名があるため、平仮名で表記された氏名の読み方を氏名の振り仮名とみなすことができる。特に手書きの場合は、平仮名のほうが判読しやすいことなどから、平仮名表記の使用もありうる。

## 氏名の振り仮名の届け出と変更
制度発足後に生まれた日本国民の氏名の振り仮名の届け出は主として出生届を通して行われる。また、帰化の許可の告示後に帰化者が受領する証明書に基づく戸籍編製や入籍の手続きの際にも氏名の振り仮名が届け出られる（帰化届）。

### 経過措置
2025年（令和7年）5月26日現在戸籍を有している人の場合は、本籍地（本籍を管理している市区町村）から氏名の振り仮名に係る通知書（葉書）が住民票上の住所に郵送される。1年以内に届け出をしない場合、2026年（令和8年）5月26日に本籍地の市区町村長が職権によって戸籍に振り仮名を記録する。
原則として、氏は戸籍筆頭者が、名は各本人が届け出る。15歳未満の者の名は、親権者が代わりに届け出る。

### 氏名の振り仮名の変更
前記の経過措置の際に職権によって定められた読み方をそのあと一度限り変更することができる。つまり、氏名の振り仮名に係る通知書を受け取ったあとに何も届け出をしなかった場合、2026年（令和8年）5月26日以降、届け出で氏名の振り仮名の変更が一度だけ可能である。
一方で、既に届け出られた氏名の読み方を任意変更することができず、変更を希望するときは、家庭裁判所に申し立てて許可を得る必要がある。氏の振り仮名の変更は「やむを得ない事由」を考慮して例外的に認めらうるの対し、名の振り仮名の変更は「正当な事由」を考慮して認められうるため、名の読み方変更は比較的ハードルが低いと言える。

## 「振り仮名」と「フリガナ」
解説や広報の性格を有する公用文等では、振り仮名が片仮名で表記されることを分かりやすく指示するために法令上の正式名称である「氏名の振り仮名」の代わりに、同じ意味をもって「氏名のフリガナ」という呼称が用いられる。
マスメディア等では「氏名の読み仮名」という呼称も用いられている。

## キラキラネーム問題
平成時代に急増した、辞書に掲載されている音訓・名乗り（人名等に用いる特別な読み方）に準じない解読が困難な名（いわゆるキラキラネーム）の社会的問題性がたびたび指摘されている。
氏名の振り仮名は、法律で「氏名として用いられる文字の読み方として一般に認められているものでなければならない」とされているが、法改正の前から、現に、既に使っている読み方（いわゆるキラキラネーム的読み方を含む）をもつ国民に読み方を改めることが求められていない。一方で、新たに生まれてくる国民については、難解な名付けに一定の歯止めがかかると期待されている。
実際に出生届を管理する役所では、確かな指針のもとに振り仮名が審査されるとはいうものの、正統な辞書に収載されていないような非伝統的ないかなる読み方も一切認められないわけでない。例えば、以下のような用例は認められる。
「心」と「愛」で「ココア」（本来の音訓を一部省略する例）
「大空」で「ソラ」（「大」は、読まれない「置き字」である）

## 在留外国人の氏名の読み方

### 表記揺れの問題
日本国籍を有しない人は当然ながら日本国の戸籍制度の対象外であるため、日本に在留する外国人の氏名の振り仮名は本記事の制度の影響を受けない。ただし、銀行・健康保険・年金などの事務処理では、外国人の氏名の片仮名表記が頻繁に使用されている。
一般に、音韻体系が異なるために、外国の名前を片仮名を用いて音写することは容易ではない。現代日本語でよく用いられる外来語・外国人名特有の音を表す仮名の組み合わせ（「ジェ」「ティ」「デュ」「ファ」「イェ」「ウォ」「ヴィ」等）はあるものの、多くの外国人名の仮名表記はとても揺れやすい（例えば「バ」－「ヴァ」の揺れ）。しかも、外国人本人——または本人の代わりに片仮名表記を定める人——が片仮名音写に関する十分な知識をもたないケースもあり、表記の間違いは生じやすい。
そのような背景から、複数の登録機関で異なる仮名表記を有する在留外国人が少なくない。

### 併記名
日本に住民登録している外国人（漢字圏の外国人を除く）は、印鑑登録などの際に、住民基本台帳に氏名の片仮名表記を届け出ることができる（併記名ともいう）。その片仮名の氏名は、印鑑登録証明書や住民票に本名（アルファベット氏名）とともに記載され、一定の公的な性格をもっている。ただし、併記名は在留カード、マイナンバーカード、運転免許証の券面に印字されない。
2012年（平成24年）以前に発行されていた外国人登録証明書には併記名を記載することが可能であった。

### 通名
なお、通名（行政用語：通称）を有する在日外国人も多数いる。通称は、住民票やマイナンバーカード、運転免許証などに本名とともに記載されており、銀行を含む社団等との契約の際に通用することがある。
現行制度では、住民登録事務のシステム等で通称の仮名表記が用いられることがあるが、日本人の「氏名の振り仮名」のように通称の読み方を正式に証明することはできない。